# Любарский, Сергей Владимирович
Сергей Владимирович Любарский — советский учёный в области разработки оптических зеркал из бериллия и других нетрадиционных материалов, лауреат Государственной премии СССР (1982).
Родился 8 декабря 1935 г.
Учился на оптическом факультете ЛИТМО (1954—1959), на пятом курсе перевёлся в СЗПИ и там защитил диплом (1960).
В 1959—1973 гг. работал на промышленных предприятиях.
С 1973 г. в ГОИ имени С. И. Вавилова: заместитель главного инженера, начальник технологического отдел оптического приборостроения (1973—1978), начальник научно-технологического отдела металлооптики (с 1978), начальник научного отделения оптических зеркал из нетрадиционных для оптики материалов (с 1985), с 1992 г. главный конструктор крупногабаритных зеркал. С 1994 г. первый заместитель директора НИИ космической оптики ВНЦ «ГОИ имени С. И. Вавилова».
С 1974 г. возглавлял группу специалистов ГОИ по поиску и разработке принципиально новых путей создания крупногабаритных облегченных космических зеркал на основе нетрадиционных для оптики материалов (бериллий, карбид кремния и др.). Созданные в результате этой работы зеркала из бериллия размером до 1100 мм использовались для комплектования космической оптико-электронной аппаратуры.
Кандидат технических наук (1998). Создатель научной школы ГОИ по металлооптике.
Лауреат Государственной премии СССР (1982). Заслуженный технолог РСФСР (1983).
Сочинения:
- Любарский С. В., Химич Ю. П. Оптические зеркала из нетрадиционных материалов // Оптический журнал. 1994. № 1. С. 76-83.